# بالوان (بلغارستان)
بالوان (به بلغاری: Balvan) یک منطقهٔ مسکونی در بلغارستان است که در استان ولیکو تارنوو واقع شده‌است. بالوان ۳۳٬۶۷۰ کیلومتر مربع مساحت و ۶۰۱ نفر جمعیت دارد و ۱۳۴ متر بالاتر از سطح دریا واقع شده‌است.